# Qumak

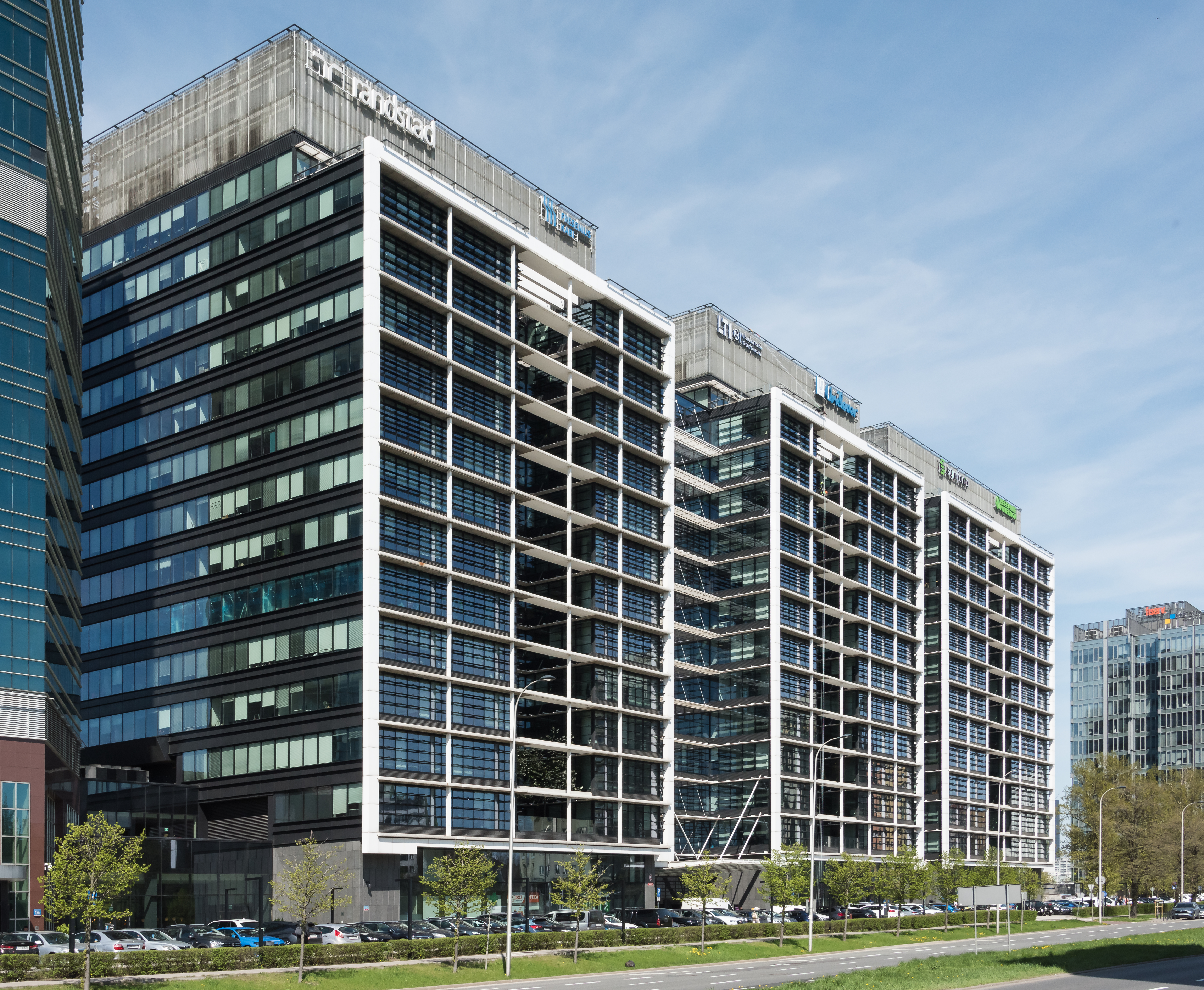
Biurowiec Eurocentrum w Warszawie, siedziba spółki

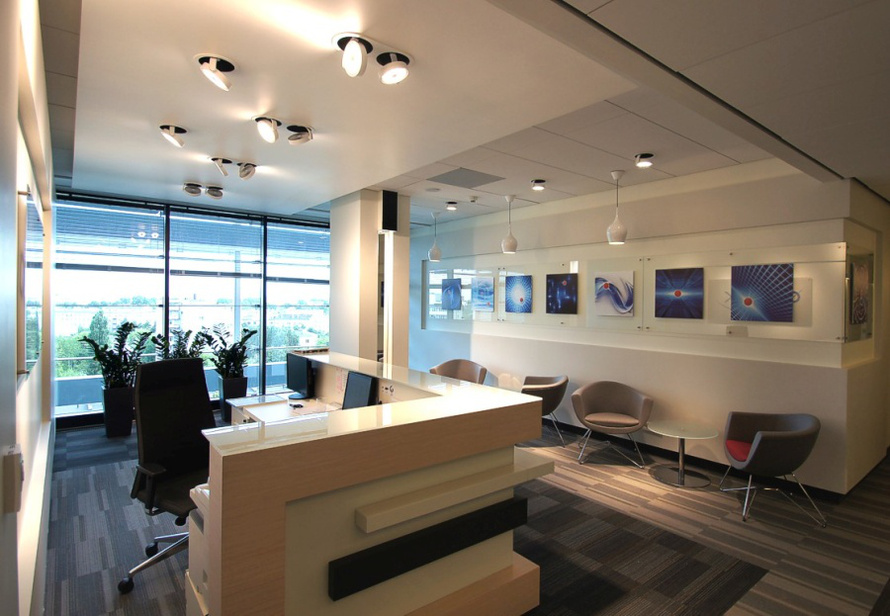
Biuro Qumak w Warszawie

Qumak S.A. – działająca w latach 1985−2019 polska spółka informatyczno-technologiczna. Projektowała i wdrażała rozwiązania ICT w sektorach prywatnym i publicznym.
Spółka była integratorem działającym na polskim rynku teleinformatycznym, w branżowych raportach (Computerworld TOP 200) zajmowała czołowe pozycje w dziedzinie integracji. Była partnerem światowych liderów technologicznych, których rozwiązania integrowała i na ich bazie budowała własne, dopasowane do potrzeb polskiego rynku.
Od sierpnia 2006 roku spółka była notowana na warszawskiej Giełdzie Papierów Wartościowych (GPW).
W 2018 roku spółka złożyła do Sądu Rejonowego w Warszawie wniosek o ogłoszenie upadłości. W lutym 2019 roku sąd ogłosił upadłość Qumaku. W sierpniu 2019 roku akcje spółki zostały wycofane z obrotu na GPW.

## Działalność
Qumak S.A. projektował, realizował i serwisował projekty teleinformatyczne dla instytucji publicznych i sektora prywatnego. Oferował rozwiązania w następujących obszarach technologicznych:
- Business intelligence & Big Data – wdrożenia aplikacji Business Intelligence, Big Data, hurtowni danych, mechanizmów ELT/ETL, aplikacji planistycznych i budżetowych. W 2013 roku spółka wdrożyła system Business Intelligence dla Kompanii Piwowarskiej S.A., który pozwala na szybką analizę wybranych obszarów działalności firmy[5].

- Business Continuity & Data Security – usługi zapewniające ciągłość biznesu oraz bezpieczeństwo przetwarzanych danych m.in. dla sektora finansowego, telekomunikacyjnego, a także dla instytucji rządowych i akademickich. W 2014 roku Qumak zakończył realizację zintegrowanego systemu teleinformatycznego dla Uniwersytetu Jana Kochanowskiego w Kielcach[6].

- Contact Center – centra przeznaczone do wielokanałowej obsługi kontaktu na linii firma – klient. Wdrażał m.in. oprogramowanie dla Contact Center, aplikacje Interactive Voice Response (IVR), systemy rozpoznawania mowy czy systemy do zarządzania jakością. Qumak wdrożył Contact Center m.in. w PGNiG S.A[7].

- Software development – zintegrowane systemy informatyczne od etapu zebrania;wymagań i przygotowania projektu po realizację oraz utrzymanie.

- Systemy utrzymania i zarządzania majątkiem: Enterprise Asset Management (EAM) i IT Service Management (ITSM) – rozwiązania wspierające zarządzanie rozbudowanymi zasobami przedsiębiorstw oraz wspierające obsługę wewnątrzfirmowych procesów IT. Projekt z zakresu ITSM warszawska spółka zrealizowała m.in. dla MESP Central Europe[8].

- Data Center – koncepcje, projekty, budowa, wyposażenie w infrastrukturę oraz sprzęt IT i serwis Data Center. Spółka zrealizowała kilkadziesiąt centrów przetwarzania danych, m.in. zakończone w 2014 roku Data Center i Mobile Switching Centre, z którego korzystały firmy Polkomtel i Cyfrowy Polsat[9].

- Building Automation – systemy do zarządzania obiektami, rozwiązania z zakresu energetyki, teletechniki, automatyki i systemów audiowizualnych. W 2014 roku spółka zakończyła realizację systemu BMS, instalacji elektrycznych i teletechnicznych w Eurocentrum Office Complex.

- Smart City – Inteligentne systemy transportowe (ITS). Tworzyła od podstaw systemy ITS oraz integrowała z nowym systemem istniejące elementy infrastruktury, np. sterowniki sygnalizacji świetlnej. Na terenie trójmiejskiej aglomeracji, spółka wykonała Trójmiejski Inteligentny System Transportu Aglomeracyjnego (TRISTAR)[10].

- Airport Automation - rozwiązania dla lotnictwa obejmujące infrastrukturę lotniskową, systemy wspomagania i zarządzania terminalami lotniczymi oraz lądowiska dla śmigłowców. Spółka wykonała m.in. systemy bagażowe BHS (wdrażała system BHS w Porcie Lotniczym im. Jana Pawła II w Krakowie[11]) systemy informacji pasażerskiej FIS (wykonany w terminalu Mazowieckiego Portu Lotniczego Warszawa Modlin[12]) czy oświetlenia nawigacyjne (realizowane w Porcie Lotniczym im. Lecha Wałęsy w Gdańsku[13]). Infrastruktura lotnicza obejmuje również realizację lądowisk dla śmigłowców.

- Ekspozycje multimedialne – ekspozycje multimedialne, centra nauki i nowoczesne muzea. Wykonała m.in. ekspozycję multimedialną, dokumentującą polską drogę do wolności, dla Europejskiego Centrum Solidarności[14].

- Outsourcing usług IT – dostarczała specjalistów m.in. do zadań z zakresu analiz biznesowych i systemowych, audytu i bezpieczeństwa IT, programowania i projektowania rozwiązań IT, kierowania projektami i wsparcia projektowego, integracji aplikacji i wdrożeń IT w przedsiębiorstwach z branży telekomunikacyjnej, ubezpieczeniowej i energetycznej[15].

- Desktop Management Services – zarządzanie infrastrukturą IT i świadczenie usług serwisowych. Wykonywała m.in. migracje, roll-outy, relokacje, inwentaryzacje, administruje i zarządza aplikacjami oraz sprzętem. W listopadzie 2013 roku spółka rozpoczęła wymianę komputerów wraz z oprogramowaniem we wszystkich placówkach PKO BP[16].

### Dział Rozwoju Produktów
Dział Rozwoju Produktów (DRP) spółki Qumak współpracował z ośrodkami badawczymi i instytucjami naukowymi.
W projektowaniu nowych rozwiązań wykorzystywał przede wszystkim możliwości technologiczne takich obszarów jak:
- Business Intelligence i Big Data,
- Data Mining i Machine Learning,
- Internetu Rzeczy (Internet of Things),
- technologii rozpoznawania obrazów,
- video business intelligence,
- technologii symulacyjnych, multimedialnych i wirtualnej rzeczywistości.

Łącząc te technologie DRP tworzył projekty o dużym potencjale komercyjnym. Jednym z takich przedsięwzięć był symulator lokomotywy realizowany we współpracy m.in. z Wojskową Akademią Techniczną im. Jarosława Dąbrowskiego. W 2014 roku DRP rozpoczął realizację projektu technologicznego dla wojskowości - na zamówienie Wojskowej Akademii Technicznej tworzył symulator do szkolenia wojsk inżynieryjnych. Spółka współpracowała z uczelniami i ośrodkami badawczymi. Realizowała projekty dla takich instytucji jak Akademia Górniczo-Hutnicza im. Stanisława Staszica w Krakowie, Uniwersytet Jana Kochanowskiego w Kielcach, Politechnika Warszawska czy Uniwersytet Warszawski.

## Historia

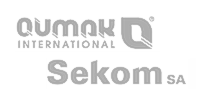
Logotypy firm: Qumak International oraz Sekom SA

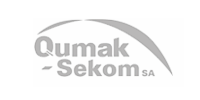
Logotyp firmy Qumak-Sekom SA

Początki spółki sięgały połowy lat osiemdziesiątych. W 1985 powstała firma, będąca protoplastą Sekomu. Zajmowała się wyrobem i naprawą sprzętu elektronicznego. W grudniu 1997 roku firma Sekom została zarejestrowana jako Sekom S.A.
W 1988 roku powstała firma PHP Qumak Sp. z o.o. Zaczyna od sprzedaży komputerów i usług serwisowych. W lipcu 1990 roku otwiera w centrum Krakowa pierwszy w mieście salon komputerowy ze sprzętem i akcesoriami. Do dalszego rozwoju potrzebuje kapitału. Z pomocą przychodzi jeden z pierwszych w Polsce funduszy typu venture capital: Polsko Amerykański Fundusz Przedsiębiorczości (Polish-American Enterprise Fund – PAEF), utworzony przez Kongres USA do wspierania prywatnej przedsiębiorczości w Polsce. W wyniku porozumień z Funduszem, na przełomie roku 1990 i 1991 powstała spółka joint venture Qumak International Sp. z o.o.
W 1998 roku Sekom S.A. w porozumieniu z Qumak International Sp. z o.o. utworzył Grupę Sekom. W jej skład wchodzą również dwie mniejsze firmy: Blue-Bridge Sp. z o.o. i Gandalf Polska Sp z o.o. Dzięki połączeniu podmiotów wyspecjalizowanych w różnych branżach informatycznych (m.in. w budowie systemów bezpieczeństwa i systemów wideokonferencyjnych), Grupa Sekom stała się integratorem IT o bardzo szerokiej ofercie.
2002 rok, to czas połączenia się firm należących do Grupy Sekom w jeden podmiot. Nowo utworzona firma przyjęła nazwę Qumak-Sekom S.A. i stała się jedną z największych firm informatycznych w Polsce. Ma siedzibę w Warszawie, duży oddział w Krakowie oraz biura w Bielsku-Białej, Gdańsku, Radomiu i Poznaniu. Ma dobrze zdefiniowaną strukturę opartą na trzech pionach: integracyjnym, informatycznym i automatyki budynkowej.
3 sierpnia 2006 roku Qumak-Sekom S.A. zadebiutował na warszawskiej Giełdzie Papierów Wartościowych.
We wrześniu 2012 roku firma przyjmuje nową strategię na lata 2013-2016. Oferta zostaje przebudowana tak, by wyeliminować najmniej rentowne i najmniej perspektywiczne linie biznesowe. W styczniu 2013 roku spółka rejestruje nową, skróconą nazwę i od tej pory działa jako Qumak S.A. Posiadała centralną siedzibę w Warszawie, duży oddział w Krakowie i Płocku oraz filię w Gdańsku.
W 2013 roku firma stworzyła Dział Badań i Rozwoju, zacieśniając tym samym współpracę z sektorem naukowo-badawczym.
W 2016 roku Qumak S.A otworzył w Płocku Centrum Usług Service Desk, które zajmowało się outsourcingiem procesów IT dla klientów spółki. Dzięki nowo powstałemu ośrodkowi wszystkie usługi Service Desk realizowane przez Qumak, prowadzone były w jednym miejscu.  Utworzenie centrum jest kolejnym krokiem w kierunku rozwoju działalności firmy w obszarze outsourcingu IT.
25 października 2018 Podjęcie przez Zarząd decyzji w sprawie przygotowania wniosku o ogłoszenie upadłości Qumak S.A.
31 października 2018 Złożenie wniosku o ogłoszenie upadłości spółki.
5 lutego 2019 Ogłoszenie upadłości spółki przez Sąd Rejonowy w Warszawie.
22 sierpnia 2019 Wycofanie akcje z obrotu na rynku regulowanym w związku z upływem 6 miesięcy od daty stwierdzenia prawomocności wyroku sądu o ogłoszeniu upadłości emitenta z dnia 5 lutego 2019 roku.

## Grupa Kapitałowa Qumak
W 2014 roku Qumak S.A. utworzył dwie spółki zależne: Star ITS Sp. z o.o. − odpowiedzialną za zdobywanie i obsługę kontraktów z zakresu Inteligentnych Systemów Transportowych oraz Skylar Sp. z o.o. działającą na rynku infrastruktury lotniczej.
W 2015 roku utworzona została trzecia spółka – MAE Multimedia Art & Education, oferująca usługi w obszarze technik ekspozycyjnych i multimedialnych dla podmiotów prywatnych i publicznych.